# 東赤尾八幡宮
東赤尾八幡宮（ひがしあかおはちまんぐう）は、富山県南砺市東赤尾にある神社。
東赤尾八幡宮の境内にある夫婦杉は、市の指定文化財である。

## 概要
富山県西南部、南砺市の旧上平村東赤尾集落（旧名は上野集落）に鎮座する。
「新屋道場由来記」によると、中世の赤尾谷地域は（1）平瀬氏の治める新屋を中心とした庄川東岸一帯、（2）角淵氏の治める西赤尾を中心とした庄川西岸南部一帯、（3）高桑氏の治める漆谷を中心とした庄川西岸北部一帯、の三地域に分かれていたという。やがて、赤尾の道宗によって新屋集落に真宗道場（後の新屋道善寺）が築かれたが、これは平瀬氏の治める庄川東岸の諸集落（新屋・真木・上野・中田・田ノ下・菅沼）で共有される道場であった。その後、南側では楮村道場、北側では中田道場が独立し、新屋道善寺は新屋・真木・上野3か村の寺となった。この3か村は結びつきが強く、同じく3か村共有の神社として発展したのが東赤尾八幡宮であった。
真木村の伝承によると、新屋・真木・上野3か村のどこに宮を立てるかで争論になったが、最終的に新屋村の市次郎の家から矢を射て、矢が落ちた所に宮を立てると決まった。そこで実際に矢を射たところ、現在の東赤尾八幡宮の前に矢が落ち、この地に宮が立てられたという。現在の拝殿の鴨居の上にある木札には「天和三年四月十五日」と記されており、遅くとも天和3年（1683年）までには宮が立てられていたようである。
正徳2年（1712年）作成の『五ヶ山村々神号之覚』でも新屋・真木・上野3か村の寺とされ、砺波郡北野村山伏海乗寺の持分であったと記されている。また、明治13年（1880年）の神社寺院台帳には「創建年月日等不詳」とされるが、この頃氏子が34戸あったと記されている。現在の社殿は嘉永6年（1853年）に建築されたもので、幾度かの改修を経て現代に至っている。春季祭礼は5月3・4・5日にあり、秋季祭礼は10月4日にある。
地元の伝承によると、昔この一帯には狼がたくさんいたが、赤尾の宮（＝西赤尾八幡社）と上野の宮（＝東赤尾八幡宮）に狼が祀ってあるため、この二つの宮の間だけは狼が通らなかったという。

## 東赤尾の夫婦杉

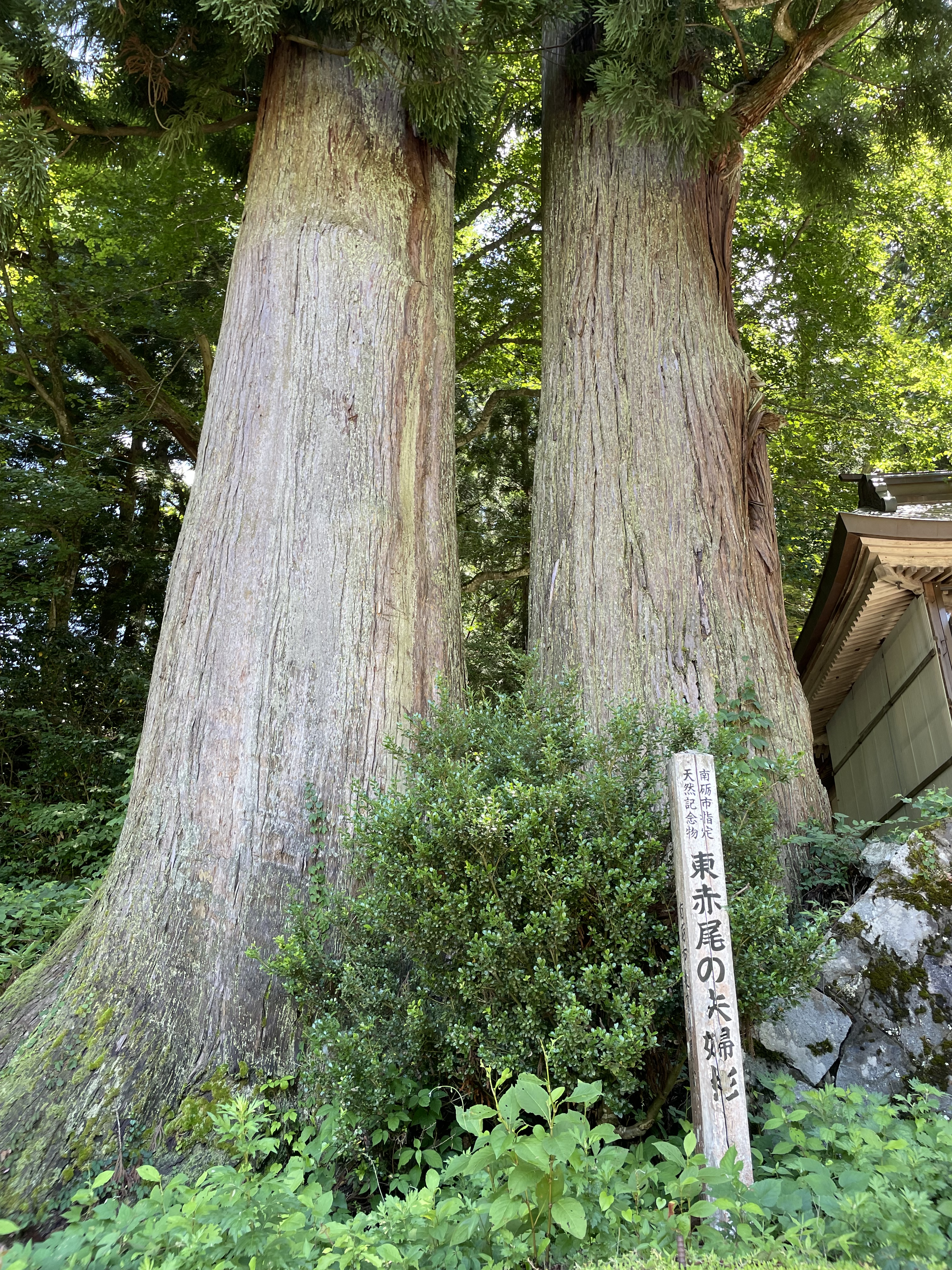
富山県南砺市東赤尾の夫婦杉。

八幡宮の北側の傾斜地に位置する。
現在2本の根もとは完全に密着しているが、50cmの間隔をあけて立っている。樹高約35m、樹冠のひろがりは径約17m。目通りで両方とも約5.1mになる。昭和44年2月4日に上平村の文化財に指定され、南砺市への合併後も引き続き市の文化財とされている。